# ميناء لندن
ميناء لندن (باللغة الإنجليزية Port of London ) يمتد لمسافة 150 km على طول ضفاف نهر التايمز ، بين بحر الشمال وجسرالبرج في لندن ، على بُعد 60 كم من مصب النهر. وهي مكونة من ميناء نهري يقع في لندن الكبرى ويستوعب السفن الترفيهية أو ذات الحمولة المنخفضة وميناء المياه العميقة ، أسفل مجرى النهر ، بالقرب من مصب النهر وقادر على استيعاب سفن تبلغ 000 350 طن الغاطس (بدن) 14,5 متر .
يتكون ميناء لندن من جزء المد والجزر من نهر التايمز ، المسمى Tideway ، بين مارجيت على الساحل الجنوبي و Clacton-on-Sea في الشمال إلى Teddington .
تخضع جميع مرافق الموانئ لمسؤولية هيئة ميناء لندن التي تأسست عام 1908 ؛ يقع مقرها الرئيسي في London River House في Gravesend في كنت . استولى جيش التحرير الشعبي على النهر وشاطئه من بحر وحلي إلى كرو ستون بين ساوثيند أون سي وجزيرة غرين.

## التاريخ
كان ميناء لندن هو العنصر المركزي في اقتصاد العاصمة البريطانية منذ الأنجلو ساكسونيون . في القرن الثامن عشر والتاسع عشر ، كان ميناء لندن هو الأكثر ازدحامًا في العالم  وامتد على طول نهر التايمز لحوالي 18 كيلومترًا وكان به حوالي 1500 رافعة (آلة) تقوم بتحميل وتفريغ 000 60 سفينة سنويًا . خلال الحرب العالمية الثانية و أتناء قصف لندن ، كان الميناء هدفًا مميزًا لقصف سلاح الجو الألماني .

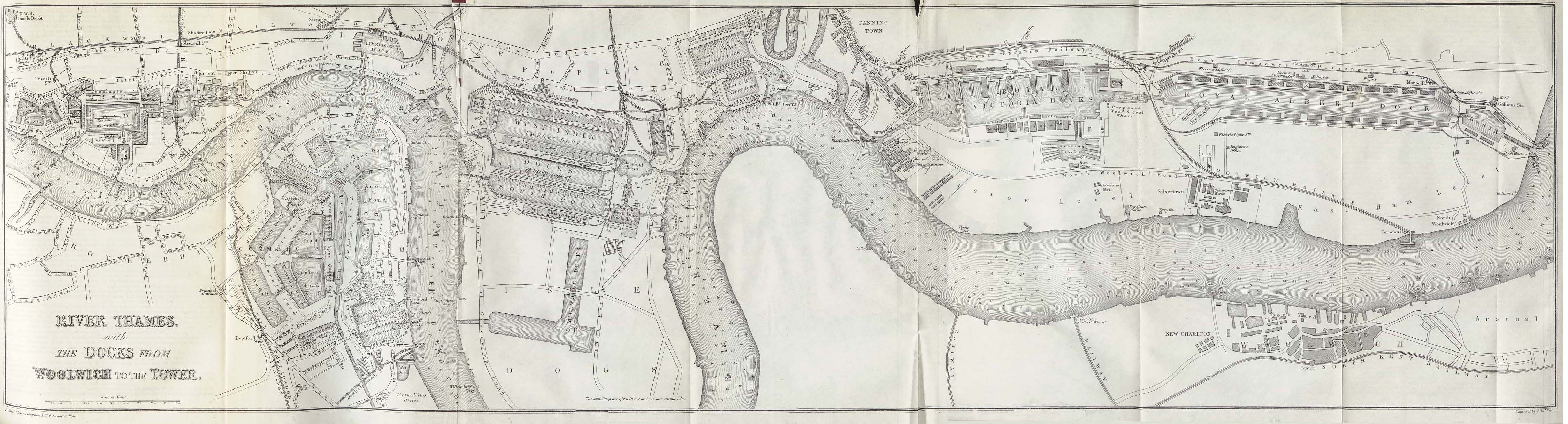
أرصفة لندن عام 1882. لم يتم بناء King George V Dock بعد.

منذ ظهور والحاويات وسفن الكبيرة ، تراجعت أهمية الميناء طوال النصف الثاني من القرن العشرين . بفضل Tilbury وميناء المياه العميقة به ، يظل ميناء لندن أحد أكبر ثلاثة موانئ في المملكة المتحدة من حيث عدد الحاويات التي تم تفريغها ، بعد ساوثهامبتون وفيليكسستو .

## نشاط
يتعامل الميناء حاليًا مع خمسين مليون طن من البضائع ويستوعب 500 12 سفينة أي ما يقرب من 10٪ من السفن في المملكة المتحدة وتوفر 635 30 وظيفة مباشرة ، وحوالي 5 000 جنيه إسترليني غير مباشر و 3.5 مليار جنيه إسترليني في اقتصاد المملكة المتحدة.
يتم إعادة تطوير الكثير من الأراضي غير المستخدمة في أرصفة لندن للإسكان وجوهر مالي ثانٍ. تم ترك تسعة وعشرين رصيفًا لأنشطة الموانئ.